# 库巴特别克·博罗诺夫
库巴特别克·艾厄尔奇耶维奇·博罗诺夫（1964年12月15日—），吉尔吉斯斯坦政治人物， 2020年曾短暂担任吉尔吉斯斯坦总理职务。

## 生平
1964年生于吉尔吉斯苏维埃社会主义共和国奧什州乌兹根区。1983年参加兵役。1991年毕业于伏龙芝理工学院，担任工程师。2003年进入吉尔吉斯斯坦政府紧急情况部工作。历任民防后勤总局副局长、北方局副局长等职。2009年任楚河州政府紧急情况部部长。2010年8月任吉尔吉斯斯坦紧急情况部副部长，2011年升任部长。2018年4月出任第一副总理。2020年6月17日任总理。2020年10月6日因抗议示威活动辞职。